# Coppa delle Nazioni Juniors UCI 2019
La Coppa delle Nazioni Juniors UCI 2019 sarà la dodicesima edizione della competizione organizzata dalla Unione Ciclistica Internazionale, riservata agli atleti con meno di 19 anni. Comprende nove gare ed è riservata alle squadre nazionali.

## Calendario
| Data           | Gara                      | Vincitore | Vincitore (Nazioni) | Leader (Nazioni) |
| -------------- | ------------------------- | --------- | ------------------- | ---------------- |
| 31 marzo       | Gand-Wevelgem Juniors     |           |                     |                  |
| 14 aprile      | Paris-Roubaix Juniors     |           |                     |                  |
| 9-12 maggio    | Corsa della Pace Juniors  |           |                     |                  |
| 25-26 maggio   | Trophée Centre Morbihan   |           |                     |                  |
| 30-2 giugno    | Tour du Pays de Vaud      |           |                     |                  |
| 20-23 giugno   | Saarland Trofeo           |           |                     |                  |
| 13-14 luglio   | Grand Prix Général Patton |           |                     |                  |
| 16-21 luglio   | Tour de l'Abitibi         |           |                     |                  |
| 30-3 settembre | Tour de DMZ               |           |                     |                  |